# Droga wojewódzka nr 986
Droga wojewódzka nr 986 (DW986) – droga wojewódzka w województwie podkarpackim o długości 46 km łącząca Tuszymę i Wiśniową.

## Miejscowości leżące przy trasie DW986
- Tuszyma
- Ropczyce
- Wiśniowa